# Aristobulo di Alessandria
Aristobulo di Alessandria (ca 160 a.C.), detto anche erroneamente Aristobulo di Panea, fu un filosofo peripatetico ebreo, noto per aver scritto un Commentario al Pentateuco dedicato al re Tolomeo Filometore. In quest'opera egli cerca di dimostrare che la cultura greca è tributaria di quella ebraica in quanto poeti, filosofi e storici greci, fra cui Omero, Platone e Pitagora, conoscevano e utilizzavano i libri di Mosè. Per dimostrare la sua tesi non esitò ad alterare le citazioni greche da lui utilizzate, ingannando molti autori a lui successivi.
Clemente Alessandrino (Stromati, libro I, cap. 22, § 150) riferisce le parole di Aristobulo secondo le quali vari secoli prima della Septuaginta già esistevano le traduzioni greche della Torah e del Pentateuco note a Platone e a Pitagora.
Il tono chiaramente apologetico del passaggio rende però l'affermazione poco attendibile.